# Lia (cantante coreana)
Choi Ji-soo (en coreano: 최지수; Incheon, 21 de julio de 2000), mejor conocida por su nombre artístico Lia, es una cantante y bailarina surcoreana. Forma parte del grupo femenino surcoreano Itzy formado por la agencia JYP Entertainment, el cual debutó en febrero del 2019.

## Biografía

### 2000-2018
Nació el 21 de julio de 2000 en Corea del Sur, pero se mudó a Toronto, Canadá. Allí cursó parte de la escuela primaria y secundaria. A los 14 años audicionó para SM Entertainment. A pesar de haberle ido bien, no terminó por firmar, ya que sus padres preferían que se enfocara en sus estudios. Luego de haber sido admitida en la Escuela de Artes Escénicas de Seúl, se convirtió en aprendiz de JYP Entertainment.

### 2019-presente: Debut con Itzy y carrera musical sobre Lia
El 12 de febrero, Lia debutó junto con las demás miembros de ITZY con la canción «Dalla Dalla». 
El 18 de septiembre de 2023, JYP Entertainment compartió en un comunicado que Lia entraría en una pausa musical debido a una ansiedad extrema. Lia, luego de este comunicado, desde la cuenta de Instagram de Itzy dijo que necesitaba un tiempo para enfocarse en ella misma.